# 辛替否
辛 替否（しん たいひ、生没年不詳）は、唐代の官僚。字は協時。本貫は京兆府万年県。

## 経歴
景龍年間、左拾遺となった。ときに中宗が公主府に属官を置き、安楽公主の府が最も官吏が多かった。また駙馬の武崇訓の死後、安楽公主は旧宅を棄てて別に一宅を造り、その豪華なことは度を越していた。さらに仏寺を盛んに造営して、民衆を疲弊させ、濫費のため官庫も空になっていた。替否は上疏してこれらを諫めた。その上疏は中宗に聞き入れられなかった。
景雲元年（710年）、睿宗が即位すると、金仙公主と玉真公主のために金仙観と玉真観が造営された。替否は左補闕となり、上疏して時政について述べた。睿宗はその公正実直さを嘉した。ほどなく替否は右台殿中侍御史に転じた。開元年間、官を重ねて潁王府長史となった。天宝初年、死去した。享年は八十数歳であった。

## 伝記資料
- 『旧唐書』巻101 列伝第51
- 『新唐書』巻118 列伝第43